# Rocks Cluster Distribution
Rocks Cluster Distribution (zwany oryginalnie NPACI Rocks) – dystrybucja Linuksa przeznaczona do wysoce wydajnego przetwarzania w klastrach. Została zainicjowana przez National Partnership for Advanced Computational Infrastructure i SDSC w 2000, w części sfinansowana początkowo z grantu NSF (2000-2007). Rocks bazowała początkowo na dystrybucji Red Hat Linux, jednakże obecne wersje Rocks bazują już na CentOS ze zmodyfikowanym instalatorem Anaconda, co upraszcza masową instalację na wielu komputerach. Rocks zawiera dużo narzędzi (np. MPI), które nie są częścią CentOS, lecz integralnymi komponentami, które skupiają grupę komputerów w klaster.
Instalacje mogą być dostosowywane przy pomocy dodatkowych pakietów oprogramowania w trakcie instalacji używając specjalnych, dostarczanych użytkownikowi płyt CD (zwanych "Roll CDs"). Owe płyty rozszerzają system poprzez integrując się bezproblemowo i automatycznie do systemu zarządzania i mechanizmów pakujących używanych przez oprogramowanie bazowe, mocno upraszczając instalację, jak i konfigurację dużej liczby komputerów. Zostało stworzonych przeszło tuzin Rolls'ów, włączając w to SGE roll, Condor roll, Lustre roll, Java roll i Ganglia roll.
Od jego pierwszego wydania, Rocks stał się szeroko stosowanym klastrowym systemem operacyjnym dla środowisk naukowych, rządowych, jak i dla komercyjnych organizacji, używanym w 1,376 klastrach na całym świecie, na każdym kontynencie (wyłączając Antarktydę). Największy zarejestrowany klaster naukowy, posiadający 8632 jednostek CPU to GridKa, nadzorowany przez Karlsruhe Institute of Technology w Karlsruhe, w Niemczech. Istnieje również szereg klastrów zakrojone na mniej niż 10 CPUs, reprezentujące wczesne stany konstrukcji dużych systemów, jak i zarówno używane na kursach z modelowania klastrów. Ta łatwa skalowalność była sporym celem w trakcie rozwoju Rocks'a, równie dla zaangażowanych naukowców, co dla NSF:
"Broader impact mirrors intellectual merit, and specifically lies in Rocks' new capabilities enabling management of very large clusters such as those emerging from the NSF Track 2 program, the ease of configuration of clusters supporting virtualization capabilities and generally the continuing effect of Rocks on installation and use of Linux clusters across NSF communities."